# Теме
Теме (англ. teme) — адамава-убангийский народ, населяющий восточную часть Нигерии, области к югу от реки Бенуэ, к северо-востоку от города Джалинго и к западу от города Йола на берегу реки Белва (район Майо-Белва штата Адамава). Территория расселения теме расположена в окружении ареалов родственных ему народов мумуйе, йенданг, вака, кумба, бали, пассам, генгле и кугама.
По оценкам, опубликованным на сайте организации Joshua Project, численность народа теме составляет около 5600 человек.
Народ теме говорит на языке теме адамава-убангийской семьи нигеро-конголезской макросемьи. В классификациях языков адамава, представленных в справочнике языков мира Ethnologue и в «Большой российской энциклопедии», язык теме вместе с языками генгле, кумба, мумуйе, пангсенг, ранг и вака входит в состав подгруппы мумуйе группы мумуйе-янданг ветви леко-нимбари. Как вторые языки среди представителей народа теме распространены языки хауса и фула (нигерийский фульфульде), кроме того, в той или иной части своего ареала представители теме владеют языками соседних близкородственных этнических групп — генгле, кумба и йенданг. Численность говорящих на языке теме, согласно сведениям, представленным в справочнике Ethnologue, составляет около 4000 человек (1995).
Большинство представителей народа теме сохраняют традиционные верования (75 %), часть теме исповедует ислам (20 %), доля христиан среди теме сравнительно невелика (5 %).